# Щавель кінський
Щавель кінський (Rumex confertus) — багаторічна трав'яниста рослина родини гречкових.
Стебло пряме, борозенчасте, до 1,5 м заввишки. Листки чергові, зісподу, особливо по жилках, коротко-пухнасті, при основі з розтрубами, які обгортають основу меживузля; нижні листки з довгими, зверху жолобчастими черешками, видовжено-серцеподібні, по краях хвилясті, верхні — яйцеподібно-ланцетні. Квітки двостатеві, зібрані у верхній частині стебел в густе волотеподібне суцвіття. Оцвітина з шістьох листочків, розміщених у два кола, зелена, чашоподібна; зовнішні листочки оцвітини трохи менші від половини ширини внутрішніх, внутрішні — округло-серцеподібні, з розвиненим горбочком в одній частці, на двох інших горбочки малопомітні. Плід — тригранний горішок. Цвіте у травні — червні.

## Поширення

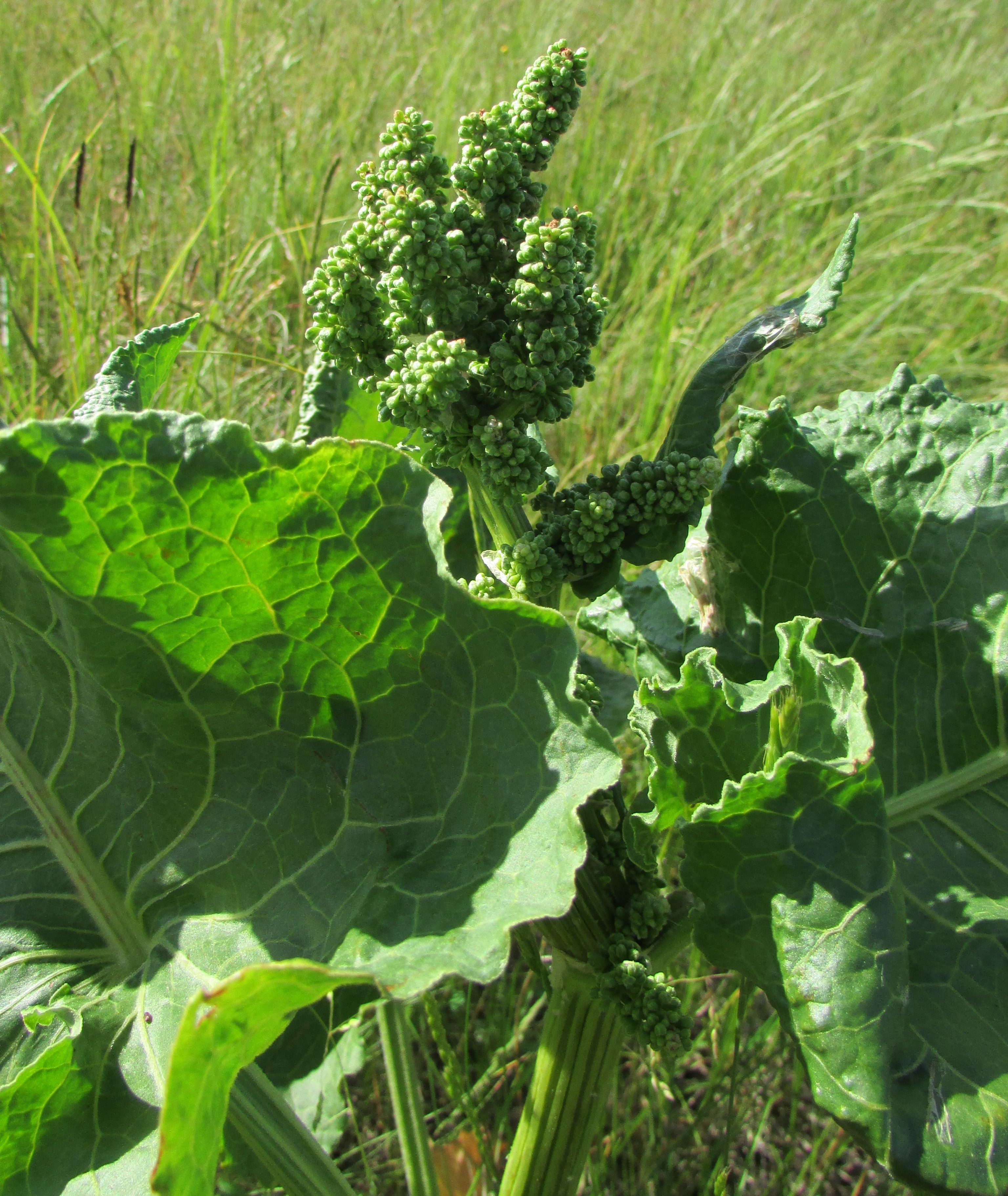
Двостатеві квітки кінського щавлю зібрані у верхній частині стебел в густе волотеподібне суцвіття

Щавель кінський росте по всій території України, крім Карпат і прикарпатських районів, по луках, вогкуватих узліссях, рівчаках.

## Заготівля і зберігання
Для виготовлення ліків використовують корені щавлю (Radix Rumicis conferti), які заготовляють навесні або восени. Викопані корені обтрушують від землі, звільняють від стебел, миють у холодній воді, прив'ялюють на відкритому повітрі, очищають від гнилих і відмерлих частин, розщеплюють, при необхідності, вподовж і сушать, розстеливши тонким шаром у затінку. Штучне сушіння проводять при температурі 50—60°. Сухих коренів виходить ЗО—35% . Готову сировину зберігають у сухому приміщенні, яке треба провітрювати. Термін придатності — 3 роки.
Аптеками сировина не відпускається.

## Хімічний склад
Корені щавлю містять 8—12% дубильних речовин пірокатехінової і пірогалової груп, до 4% похідних антрахінону, у складі яких є хризофанова кислота і емодин, флавоноїд неподин, ефірна олія, кавова кислота, оксалат кальцію (до 9%), залізо у формі органічних сполук.

## Фармакологічні властивості і використання
Біологічна дія щавлю залежить від дози: у великих дозах він діє як послаблювальний засіб (наслідок настає через 10—12 годин), при малих дозах спостерігається протипроносний ефект. Галенові препарати щавлю мають також кровоспинні, глистогінні, холеретичні та холекінетичні властивості. Основними показаннями до призначення препаратів щавлю є коліти, ентероколіти, геморой, тріщини заднього проходу, глистяна інвазія, гіперполіменорея, кровохаркання, кровоточиві виразки шлунка тощо. Певний терапевтичний ефект спостерігається також при гепатохолециститах, холециститах і холангітах.